# Pierre-Alain Roiron
Pierre-Alain Roiron, né le 18 octobre 1967, est un homme politique français, membre du Parti socialiste (PS).
Il est élu sénateur le 24 septembre 2023.

## Biographie
Pierre-Alain Roiron est élu sénateur le 24 septembre 2023.
Il est le frère de Claude Roiron, présidente du conseil général d'Indre-et-Loire de 2008 à 2011.